# Jan Kolenda
Jan Władysław Kolenda (ur. 19 grudnia 1924 w Grzymiszewie, zm. 20 kwietnia 2012) – polski socjolog, działacz społeczny, polityk, w latach 1973–1975 prezydent (naczelnik) Kalisza, w latach 1975–1985 wicewojewoda kaliski.

## Życiorys
Po ukończeniu szkoły powszechnej do końca 1944 pracował w gospodarstwie rolnym. Po zakończeniu wojny został wcielony do Wojska Polskiego i tu skończył szkołę podoficerską ze stopniem starszego sierżanta. W 1947 ukończył liceum rolnicze i jako technik rolnik podjął pracę jako agronom. W tym samym czasie pełnił funkcję komendanta gminnego w Służbie Polsce. W latach 1950–1952 pracował w Komitecie Wojewódzkim Polskiej Zjednoczonej Partii Robotniczej w Poznaniu. Do Polskiego Związku Łowieckiego wstąpił w 1952 z inspiracji teścia. W latach 1953–1973 było dyrektorem w Państwowym Ośrodku Maszynowym w Kaliszu. W 1965 uzyskał tytuł magistra socjologii Wyższej Szkoły Nauk Społecznych w Warszawie. W latach 1970–1975 pełnił funkcję łowczego powiatowego. W 1973 został powołany na Naczelnika Miasta i Powiatu Kalisz. Został wybrany prezesem Wojewódzkiej Rady Łowieckiej.
Za pracę zawodową został odznaczony Krzyżem Kawalerskim i Oficerskim Orderu Odrodzenia Polski. Za działalność łowiecką otrzymał Brązowy Medal Zasługi Łowieckiej i Złoty Medal Zasługi Łowieckiej, a w 1991 „Złom”. Posiadał też medal za zasługi dla rozwoju łowiectwa w województwach kaliskim i poznańskim. 15 grudnia 2000 XX Krajowy Zjazd Delegatów nadał mu tytuł Członka Honorowego Polskiego Związku Łowieckiego.
Jan Kolenda został pochowany 25 kwietnia 2012 na cmentarzu wojskowym na Majkowie w Kaliszu.